# Kenesa (Kiew)

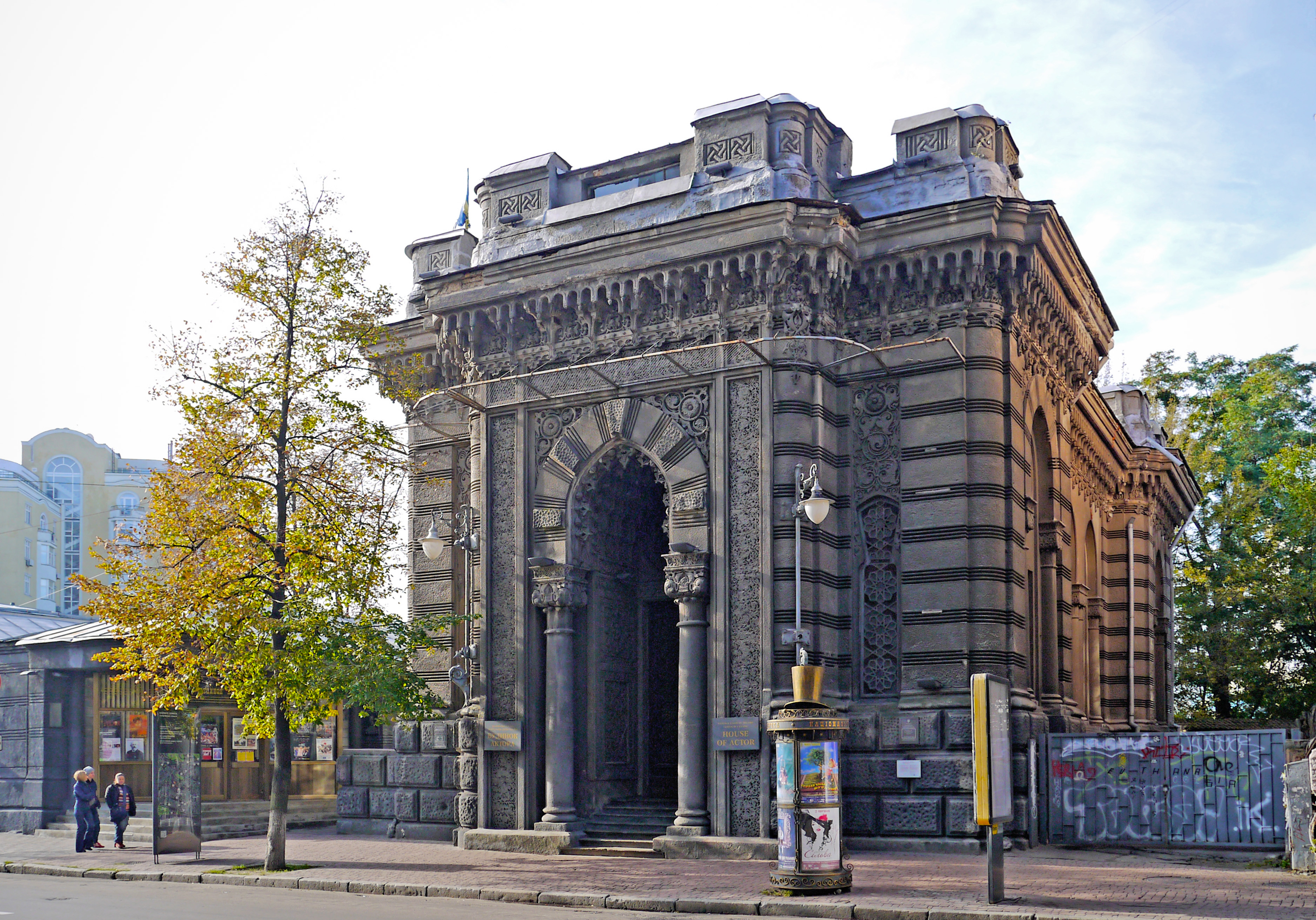
Kenesa

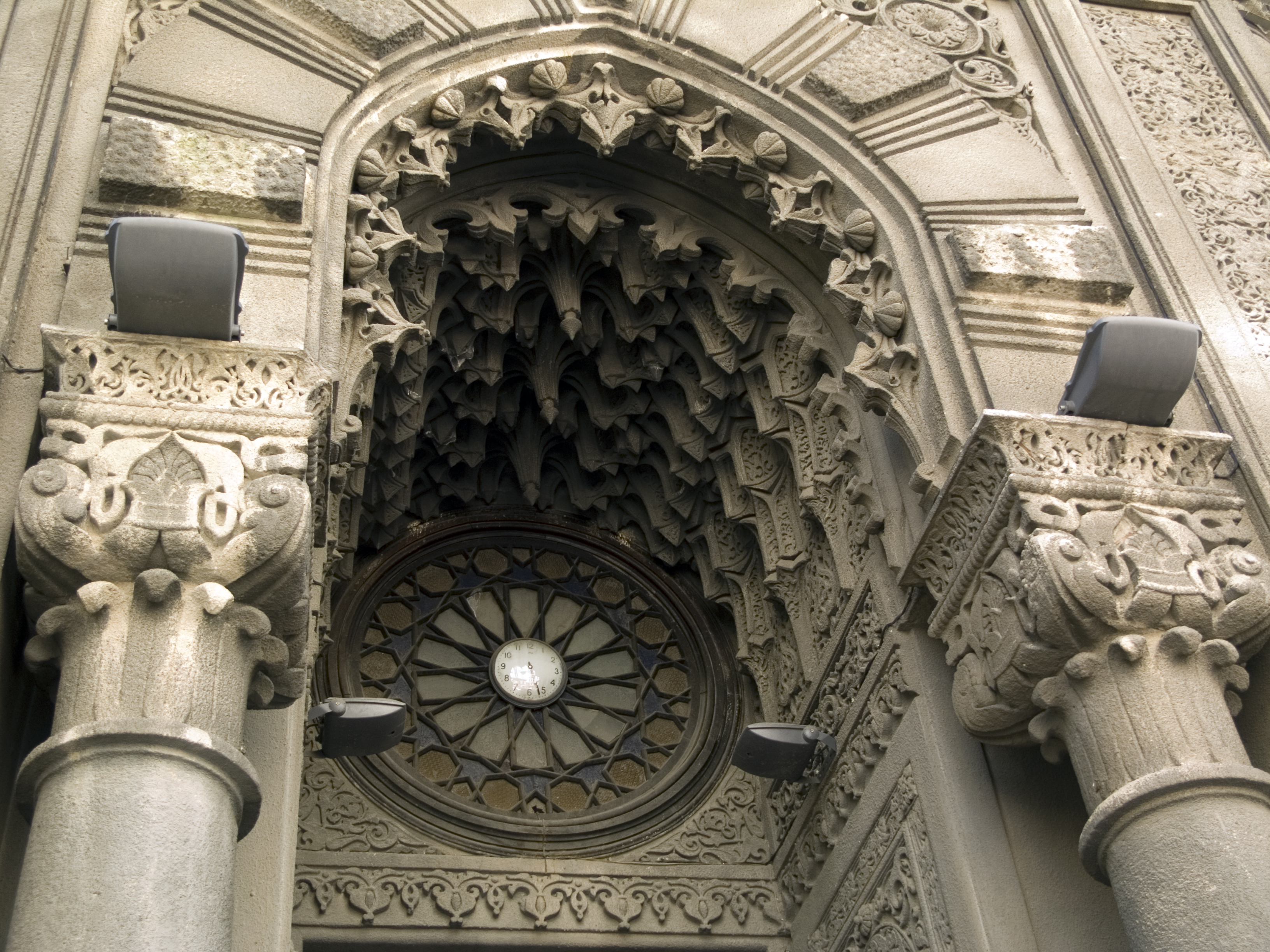
Portal

Die Kiewer Kenesa (ukrainisch: караїмська кенаса) ist eine ehemalige karäische Kenesa (Synagoge) an der Jaroslawiw-Wal-Straße in Kiew in der Ukraine.

## Geschichte

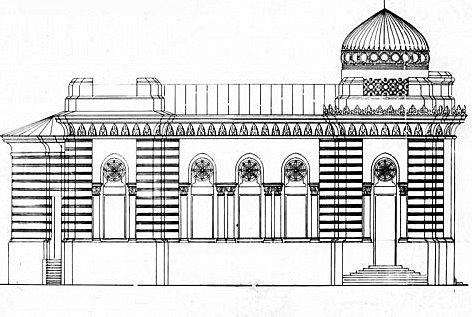

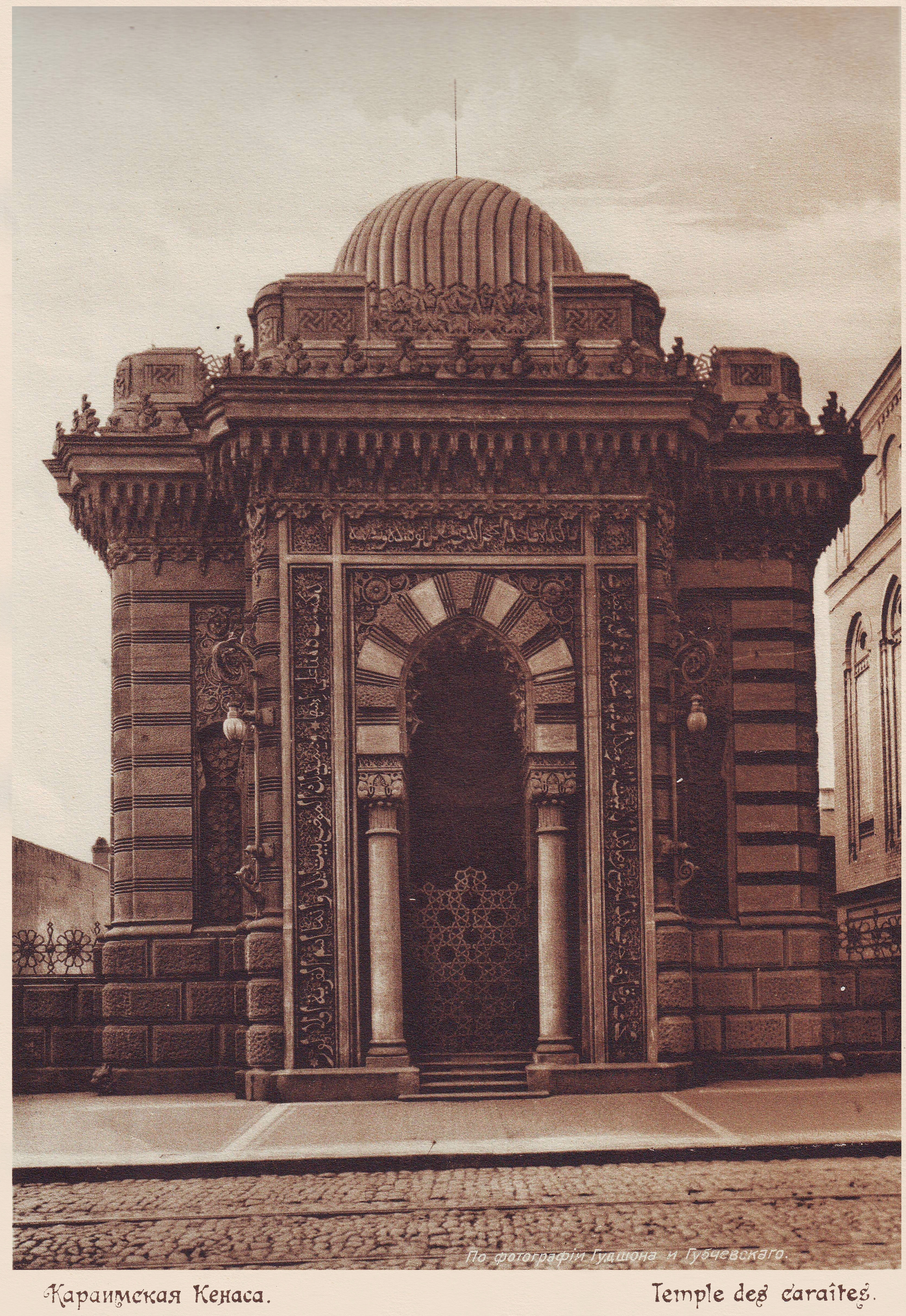
Um 1900

Die Synagoge wurde in den Jahren 1898–1902 nach Plänen des Kiewer Architekten Władysław Horodecki im maurischen Stil für die karäische Gemeinde in Kiew erbaut.
Seit 1919/26 (?) wurde sie nicht mehr als Synagoge genutzt. Sie war u. a. ein Puppentheater. Im Zweiten Weltkrieg wurde sie teilweise zerstört. Später war sie ein Kino. Heute ist sie das „Haus der Theaterschaffenden“ in Kiew.
Eine Rückgabe erfolgte bisher nicht, u. a. weil es keine eigene karäische Gemeinde in Kiew gibt. Bis heute fehlt die Kuppel.